# Károly Huszár

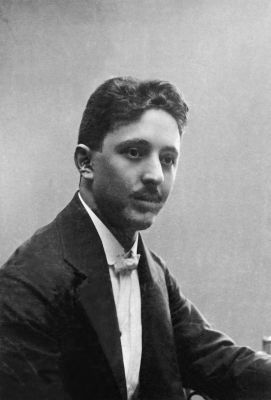
Károly Huszár de Sárvár

Károly Huszár de Sárvár (Nussdorf, bij Wenen, 9 oktober 1882 - Boedapest, 29 oktober 1941) was een Hongaars politicus en premier en staatshoofd van de Hongaarse Republiek van november 1919 tot maart 1920. Zijn ambtstermijn viel in een woelige periode van revoluties en interventies in Hongarije, na de Eerste Wereldoorlog en de Hongaars-Roemeense Oorlog. In die jaren volgde de ene regering de andere in recordtempo op.

## Premierschap
Toen het contrarevolutionaire leger onder leiding van Miklós Horthy na de Hongaars-Roemeense Oorlog op 14 november 1919 Boedapest binnentrok, werd op 23 november door bemiddeling van de gezanten van de geallieerden een nieuwe regering aangesteld onder leiding van Károly Huszár, die voorheen voorzitter was van de Christen-Socialistische Partij. Het ging echter om een overgangsregering die de periode tot latere verkiezingen moest overbruggen.
De regering had weinig invloed op de troepen van Horthy's Nationaal Leger dat door Hongarije trok en met zijn Witte Terreur over het hele land slachtoffers maakte. In december vaardigde Huszár een wet uit, waarmee iedere persoon kon worden aangehouden die "een gevaar vormde voor de openbare orde". Onder andere hierdoor besloten de sociaaldemocratische partijen niet deel te nemen aan de verkiezingen en behaalden de progressieve partijen de overwinning. Na enkele politiek turbulente weken stemde het Hongaarse parlement Miklós Horthy op 1 maart 1920 tot regent van Hongarije. Dit gebeurde echter onder dwang: Horthy-getrouwe troepen omsingelden het Parlementsgebouw op het moment van de stemming. Hierna schaarde Huszár zich achter Horthy, tegen het pro-Habsburgse kamp. Op 1 maart 1920 werd tevens het Koninkrijk Hongarije afgekondigd.
Op 14 maart 1920 nam een nieuwe coalitieregering van linkse en rechtse partijen onder leiding van Sándor Simonyi-Semadam het roer over na Huszárs mislukte onderhandeling met de Vredesconferentie van Parijs.